# Werner Hofmann
Werner Hofmann (ur. 8 sierpnia 1938 w Wiedniu, zm. 13 marca 2013 w Hamburgu) – austriacki krytyk sztuki, kurator i dyrektor Kunsthalle w Hamburgu.